# Lenkoranská nížina

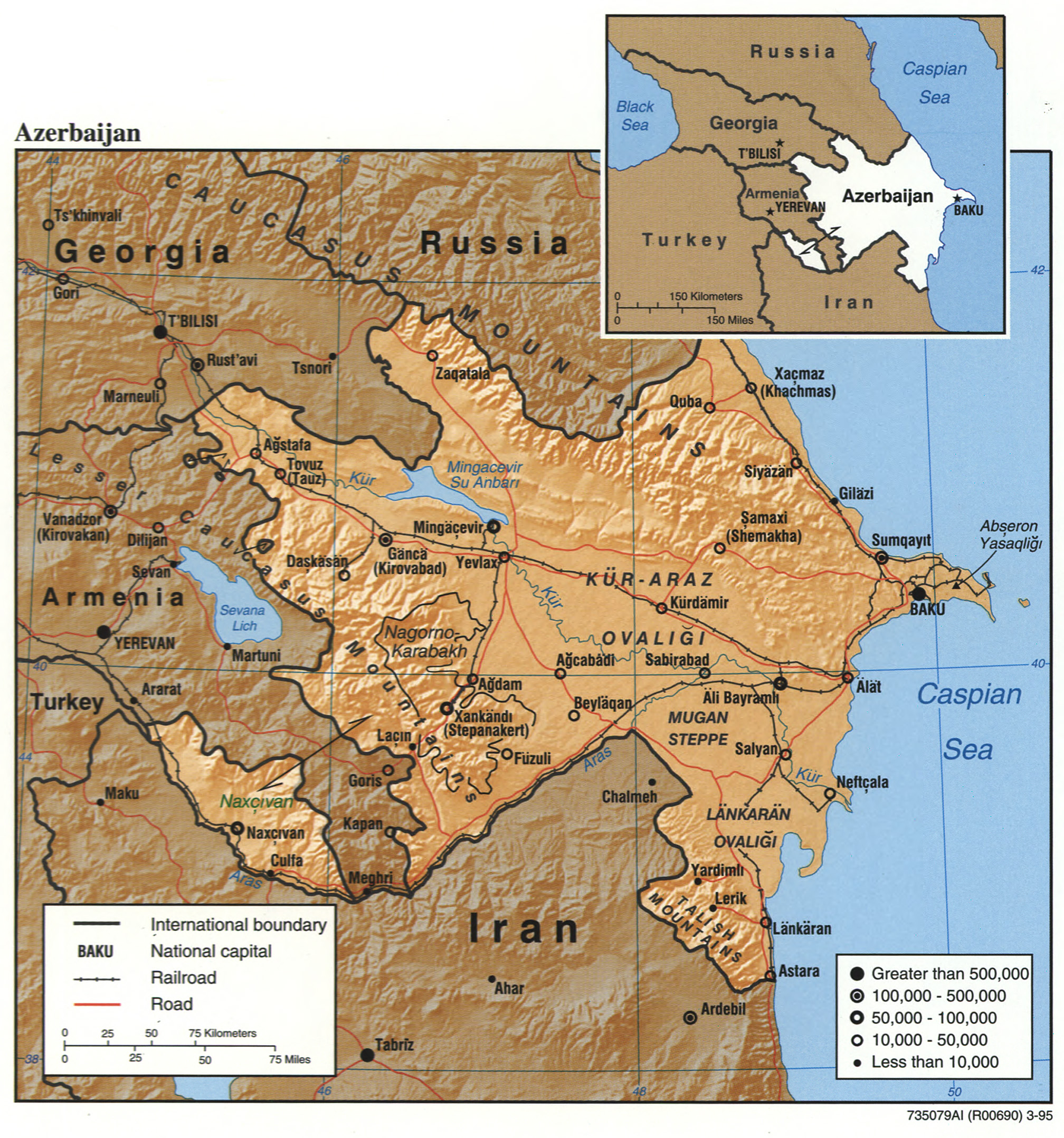
Mapka Ázerbájdžánu s vyznačením Lenkoranské nížiny

Lenkoranská nížina (ázerbájdžánsky Lənkəran ovalığı) je nížina v Ázerbájdžánu. Nachází se na jihu země, mezi Kaspickým mořem a Talyšskými horami. Je pojmenována podle města Lenkoran. Podnebí v nížině je vlhké, subtropické. Pěstuje se zde čaj, rýže a citrusy.